# TJ・ファイアネ
TJ・ファイアネ（TJ Faiane、1995年8月24日 - ）は、ジャパンラグビーリーグワンセコムラガッツに所属するラグビー選手。

## プロフィール
- ニュージーランドオークランド出身[1]。
- ポジションはセンター(CTB)。
- 身長 175cm、体重 92kg。
- U20ニュージーランド代表に選ばれたことがある[2]。

## 略歴
オークランド、ブルーズを経て、2021年、日野レッドドルフィンズに加入。
2022年1月23日に行われたJAPAN RUGBY LEAGUE ONE第2節日本製鉄釜石シーウェイブス戦に先発出場でリーグワン公式戦初出場を果たした。
2023年、セコムラガッツ(現・狭山セコムラガッツ)に加入。